# Барселон
Барселон (фр. Barcelonne) насеље је и општина у источној Француској у региону Рона-Алпи, у департману Дром која припада префектури Валанс.
По подацима из 2011. године у општини је живело 355 становника, а густина насељености је износила 42,87 становника/km². Општина се простире на површини од 8,28 km². Налази се на средњој надморској висини од 453 метара (максималној 617 m, а минималној 233 m).

## Демографија
| 1962. | 1968. | 1975. | 1982. | 1990. | 1999. | 2011. |
| ----- | ----- | ----- | ----- | ----- | ----- | ----- |
| 136   | 152   | 157   | 233   | 347   | 370   | 355   |

График промене броја становника у току последњих година